# Зеландия (остров)
Зела́ндия (дат. Sjælland [ˈɕɛˌlænˀ]) — самый крупный остров Балтийского моря, самый крупный остров непосредственно Дании, и третий по величине остров во всём Датском Соединённом королевстве (после островов Гренландия и Диско — оба входят в административную автономную единицу Гренландию). Мост Большой Бельт соединяет Зеландию с островом Фюн; мосты Стурстрём и Фарё — с островом Фальстер; Эресуннский мост — со шведским городом Мальмё на Скандинавском полуострове.

## Этимология
Название предполагается от датских слов Sæl (тюлень, нерпа) и land (земля), так как на берегах Зеландии проживала большая популяция тюленей. Современное дат. Sjælland — морская земля (sjo — море; ср. с названием нидерландской провинции Зеландия: нидерл. Zeeland — морская земля, от zee — море).

## География

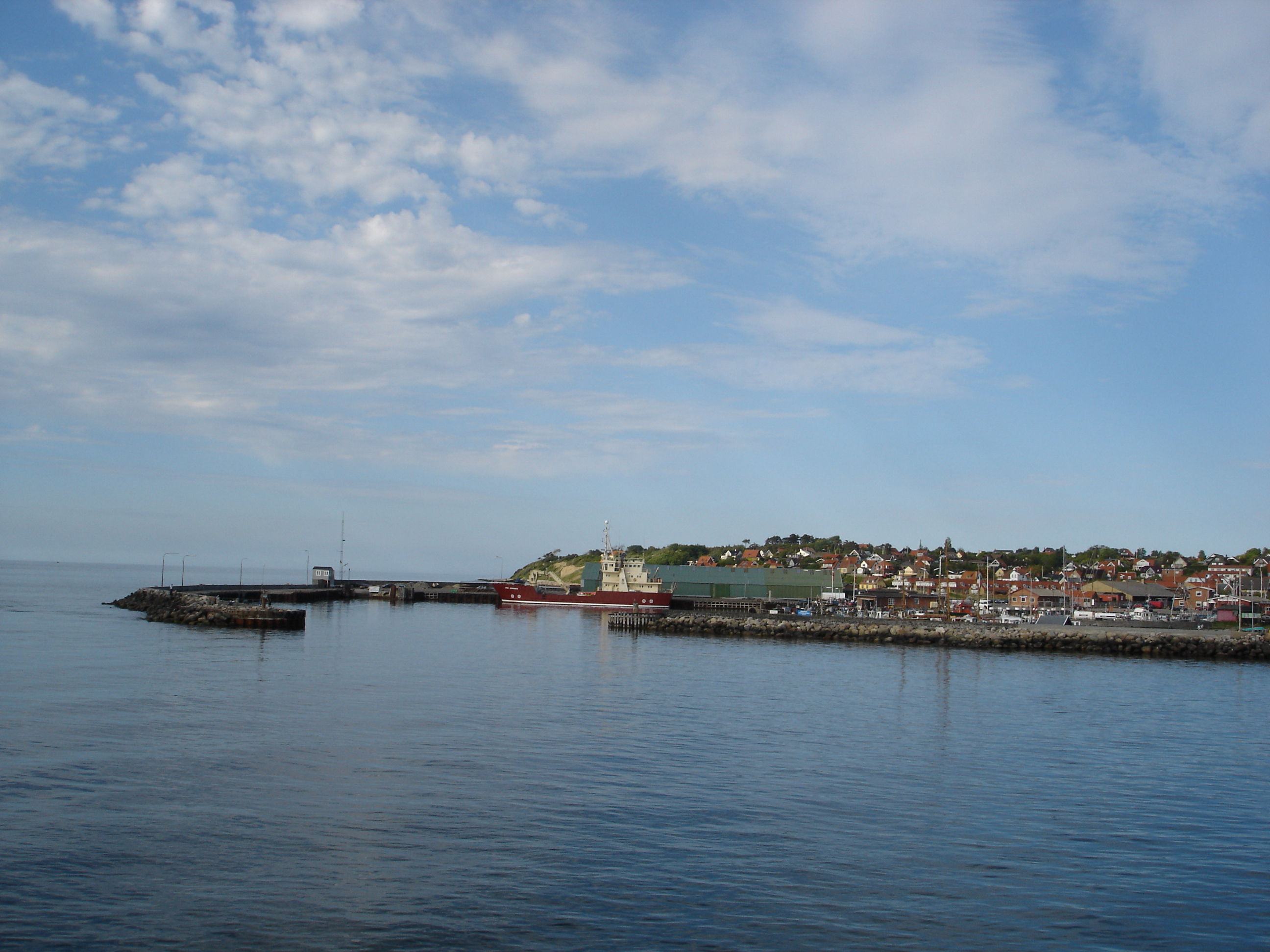
Вид на Зеландию у входа в бухту Исе-фьорд у города Хуннестед

Площадь Зеландии — 7031 км². Остров расположен между проливом Каттегат и Балтийским морем. Отделён от Швеции проливом Эресунн, а от острова Фюн — проливом Большой Бельт.
Берега, главным образом, низкие, сильно изрезанные заливами Исе-фьорд, Сайерё-Бугт и др. Остров сложен известняками и глинами, перекрытыми ледниковыми отложениями. Ландшафт представляет собой всхолмлённую, преимущественно моренную равнину высотой до 126 метров. Отдельные участки на северо-западе лежат ниже уровня моря.
На Зеландии расположено большое количество озёр, в том числе крупнейшее в Дании озеро Арресё. Река Сусо имеет длину 82 км. Ещё в начале XX века остров покрывали буковые и дубовые леса, однако к настоящему времени их площадь сильно сократилась. На восточном побережье Зеландии и близлежащем острове Амагер расположена столица Дании — Копенгаген.
Зеландия пересечена каналами Даннесшелод, Есром, Фредериксверк.

## Важнейшие города
- Фредериксберг
- Хельсингёр
- Хиллерёд
- Хольбек
- Копенгаген
- Кёге
- Нествед
- Престё
- Роскилле
- Слагельсе
- Слангеруп
- Сорё
- Вордингборг
- Валленсбек